# Barres (Fluss)
Der Barres (französisch Ruisseau des Barres) ist ein Fluss in Frankreich, der hauptsächlich in der Region Grand Est verläuft, jedoch auch kurz die Region Hauts-de-France berührt. Er entspringt im südlichen Gemeindegebiet von Fraillicourt, entwässert generell Richtung Südsüdwest und mündet nach rund 28 Kilometern an der Gemeindegrenze von Saint-Germainmont und Asfeld als rechter Nebenfluss in die Aisne. Oberhalb von Waleppe versickert der Barres auf einer Länge von etwa 1,6 km im karstigen Untergrund. Auf seinem Weg tangiert der Fluss das Département Ardennes und auf einer kurzen Strecke auch das Département Aisne.

## Bezeichnung des Flusses
Der Fluss ändert in seinem Verlauf mehrfach seinen Namen:
- Ruisseau de Sévigny im Oberlauf,
- Ruisseau de Nizy im Mittelteil und
- Ruisseau des Barres im Unterlauf.

## Orte am Fluss
(Reihenfolge in Fließrichtung)
- Le Radois, Gemeinde Fraillicourt
- Waleppe, Gemeinde Sévigny-Waleppe
- Sévigny-Waleppe
- Saint-Quentin-le-Petit
- Nizy-le-Comte
- Le Thour
- Saint-Germainmont
- Les Barres, Gemeinde Saint-Germainmont